# Пенн Нут
Пенн Нут (кхмер. សម្តេច ប៉ែន នុត; 1 квітня 1906 — 18 травня 1985) — політичний та державний діяч Камбоджі.

## Життєпис
Народився 1 квітня 1906 р. в м. Пномпень в сім'ї чиновників. Навчався у навчальних закладах французького протекторату Камбоджа, де здобув освіту. Працював державним чиновником у органах місцевої адміністрації. Також виїжджав до Франції для додаткового навчання. У 1945 році став міністром фінансів в уряді Сіанука і надалі тісно співпрацював з ним.
Був прем'єр-міністром Камбоджі у 1948, 1949, 1953, 1954—1955, 1958, 1961, 1968-69, 1975—1976 роках, міністром закордонних справ країни. Після повалення влади Сіанука генералом Лон Нолом, в еміграції в КНР увійшов до Національного єдиного фронту Камбоджі (НЄФК), куди входили різні політичні сили, у тому числі й червоні кхмери.
Після перемоги збройних сил червоних кхмерів над урядовими військами Камбоджі в квітні 1975 Нородом Сіанук, як голова НЕФК став
формальним головою держави, а Пенн Нут — формальним головою уряду країни. Однак реальну владу захопили червоні кхмери, підтримувані комуністичним Китаєм. Тому Сіанук разом з Нутом подали у квітні 1976 року у відставку та виїхали з Камбоджі. Вони перебували в еміграції в КНР, або у Франції. Пенн Нут помер у Франції 18 травня 1985 року.